# Мечников (лунный кратер)
Кратер Мечников (лат.  Mechnikov ) — крупный древний ударный кратер в экваториальной области обратной стороны Луны. Название присвоено в честь русского биолога Ильи Ильича Мечникова (1845—1916)  и утверждено Международным астрономическим союзом в 1970 г. Образование кратера относится к нектарскому периоду.

## Описание кратера

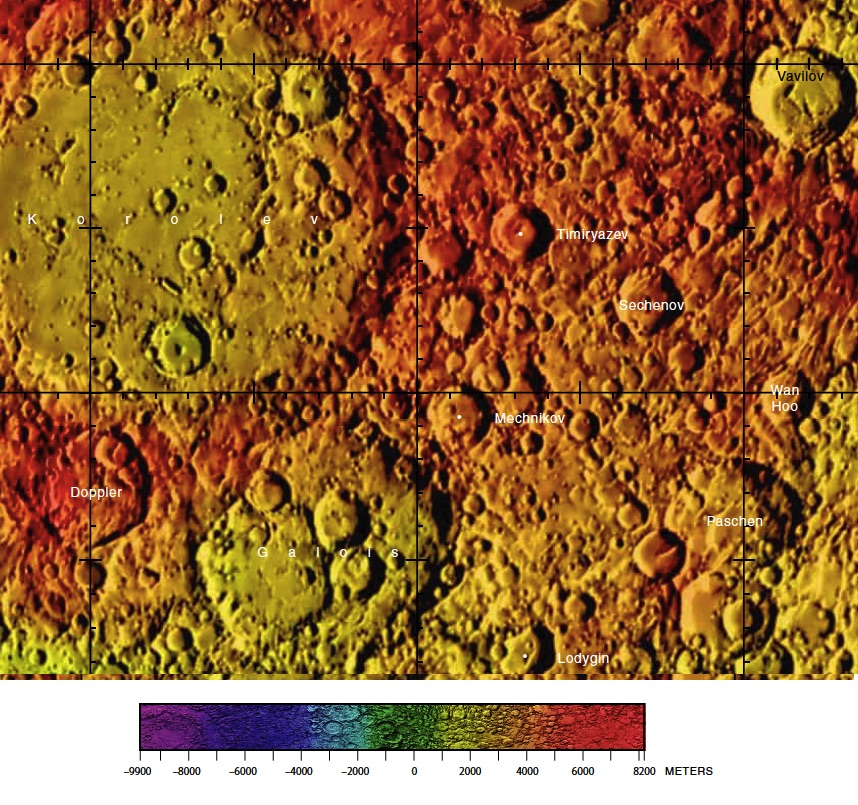
Окрестности кратера Мечников. Фрагмент карты обратной стороны Луны.

Ближайшими соседями кратера Мечников являются кратер Королёв на северо-западе; кратер Тимирязев на севере-северо-востоке; кратер Сеченов на северо-востоке; кратер Пашен на востоке-юго-востоке и кратер Галуа на юге-юго-западе. Селенографические координаты центра кратера 10°28′ ю. ш. 148°59′ з. д. / 10,47° ю. ш. 148,99° з. д., диаметр 58,8 км, глубина 2,7 км.
Кратер Мечников имеет полигональную форму и значительно разрушен. Вал сглажен, юго-восточная часть вала спрямлена и прорезана короткой цепочкой кратеров, восточная часть вала перекрыта небольшим кратером. Внутренний склон вала широкий, неравномерный по ширине. высота вала над окружающей местностью достигает 1210 м, объем кратера составляет приблизительно 3000 км³.  Дно чаши сравнительно ровное, в северо-западной части чаши находится небольшой приметный кратер, в южной – останки двух кратеров.

## Сателлитные кратеры
| Мечников | Координаты                                              | Диаметр, км |
| -------- | ------------------------------------------------------- | ----------- |
| C        | 9°22′ ю. ш. 148°04′ з. д. / 9,37° ю. ш. 148,06° з. д.   | 35,0        |
| D        | 9°44′ ю. ш. 147°11′ з. д. / 9,74° ю. ш. 147,19° з. д.   | 54,6        |
| F        | 10°47′ ю. ш. 145°05′ з. д. / 10,78° ю. ш. 145,08° з. д. | 28,4        |
| G        | 11°16′ ю. ш. 146°42′ з. д. / 11,26° ю. ш. 146,7° з. д.  | 16,7        |
| U        | 10°10′ ю. ш. 150°55′ з. д. / 10,17° ю. ш. 150,91° з. д. | 29,8        |
| Z        | 8°50′ ю. ш. 149°10′ з. д. / 8,84° ю. ш. 149,17° з. д.   | 19,5        |

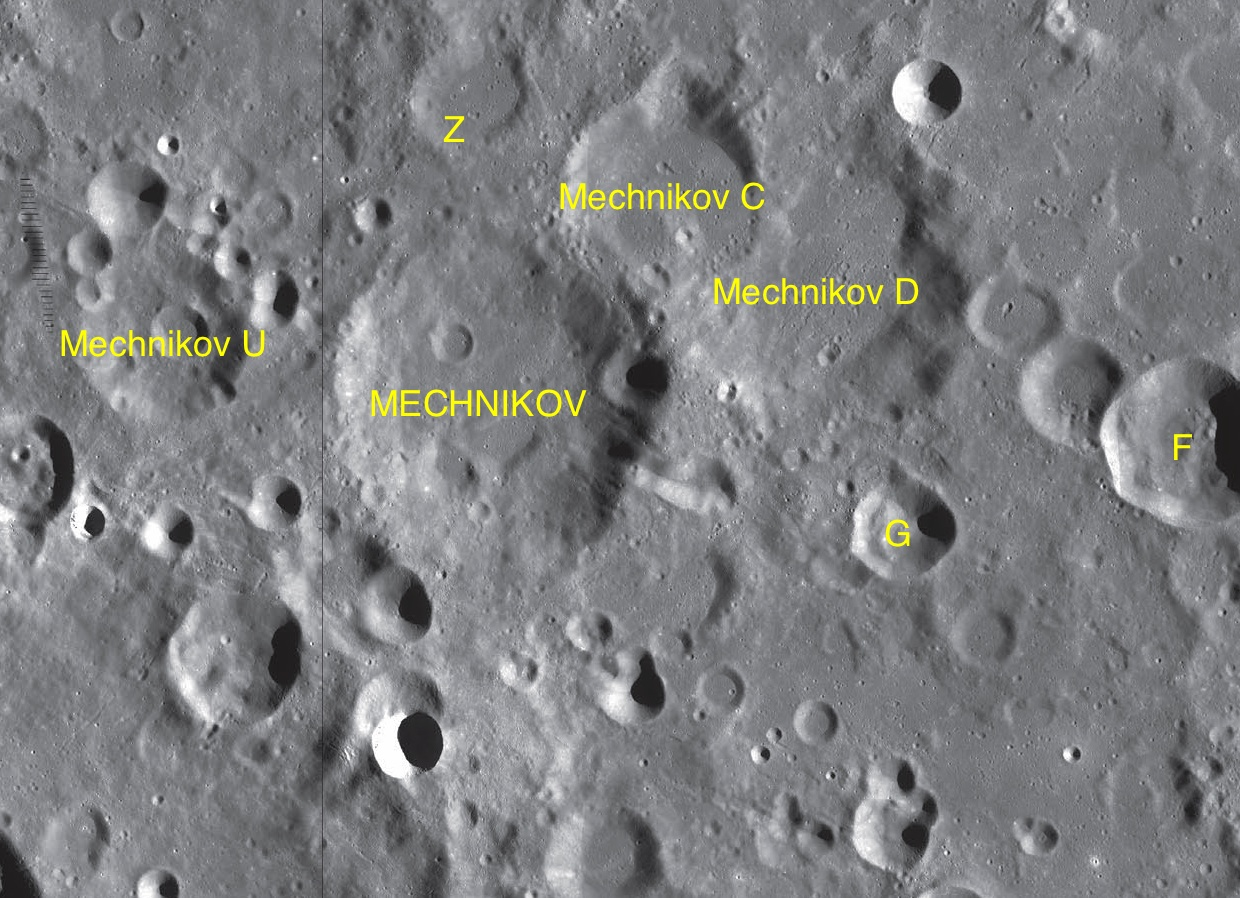
Фрагменты карт LAC-87, LAC-88.

- Образование сателлитных кратеров Мечников C и U относится к нектарскому периоду[1].